# Gâteau des rois
Ne doit pas être confondu avec Galette des rois.
Le gâteau des rois est un gâteau brioché, usuellement élaboré et consommé en France et dans la péninsule Ibérique à l'occasion de l'Épiphanie, fête chrétienne qui célèbre la visite des rois mages à l'Enfant Jésus, célébrée le 6 janvier. De forme torique, parfumé à l'eau de fleur d'oranger, il est recouvert de sucre et parfois de fruits confits. 

## Autres appellations

### Gâteau des rois
En France, ce gâteau est également appelé couronne des rois ou corona dels reis mais aussi royaume ou reiaume à Montpellier, Limoux, gâteau de Limoux ou coque des Rois dans la région toulousaine et en Ariège, couronne bordelaise ou brioche bordelaise à Bordeaux.

### Galette des rois
Les gâteaux des rois du commerce sont écoulés principalement dans le Midi de la France, tandis qu'une galette feuilletée (appelée « galette des rois », « parisienne » ou « gâteau des rois ») les remplace dans les deux tiers nord du territoire et la Belgique,.

### En Europe du Sud-Ouest

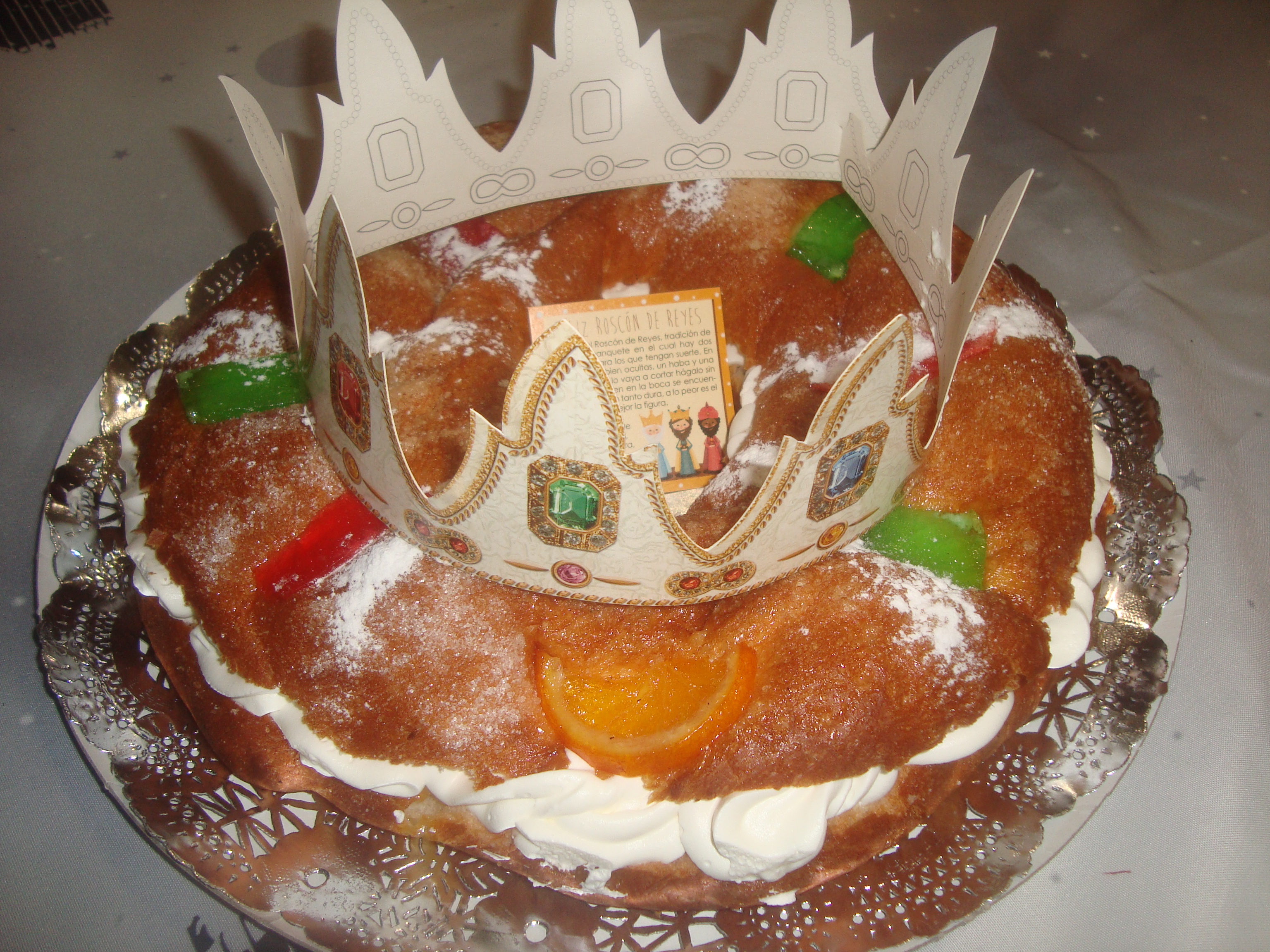
Gâteau des rois. Roscón de Reyes typique (Castellón, Espagne).

Le gâteau des rois est consommé principalement en Provence, en  Gascogne historique (Aquitaine méridionale) et nord-Aquitaine (jusqu'au Poitou) et en Languedoc historique jusqu'au Velay. 
Son nom s'écrit en occitan reialme ou reiaume, corona dels reis ou tortèl dels reis ; en catalan tortell de Reis ; en espagnol roscón de Reyes, au Portugal bolo rei).
Par ailleurs, une tradition similaire, peut-être importée de France, existe à La Nouvelle-Orléans : c'est le king cake.

## Histoire

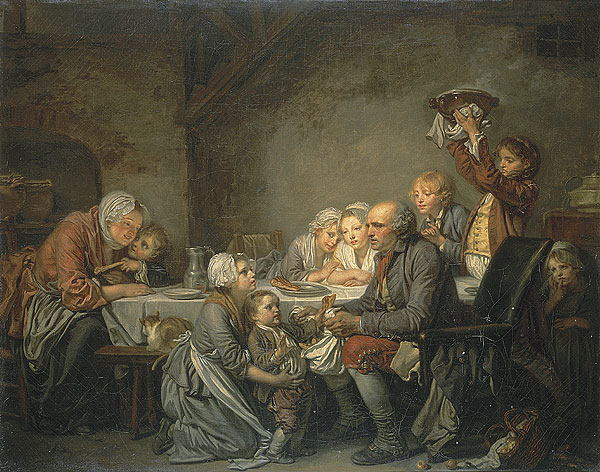
Le gâteau des rois, par Jean-Baptiste Greuze, 1774.

### Antiquité
L'origine du gâteau des rois semble être liée aux saturnales romaines. Ces célébrations étaient dévolues au dieu Saturne, afin de fêter l'augmentation des jours après le solstice d'hiver. Lors de ces cérémonies, un gâteau était fait rond fourré de figues, de dattes et de miel, divisé en parts égales entre les maîtres et les esclaves. À l'intérieur de celui-ci, était introduite une fève ; celui qui avait la chance de la trouver dans la part qu'il recevait était nommé roi.

### Époque moderne
À Paris, dès la Renaissance (XVIe siècle), le gâteau des rois a été l'objet d'une guerre féroce entre les boulangers et les pâtissiers : ces deux corporations voulaient chacune obtenir le monopole de vendre ce gâteau symbolique : les pâtissiers gagnèrent et François Ier leur accorda le monopole de la vente des gâteaux des rois. Cet arrêt fut confirmé plusieurs fois par le parlement jusqu'au XVIIIe siècle. Mais les boulangers ne s'avouèrent pas vaincus : ils offrirent à leurs clients pour l'Épiphanie des galettes, d'où le nom moderne du gâteau des rois.[pas clair]

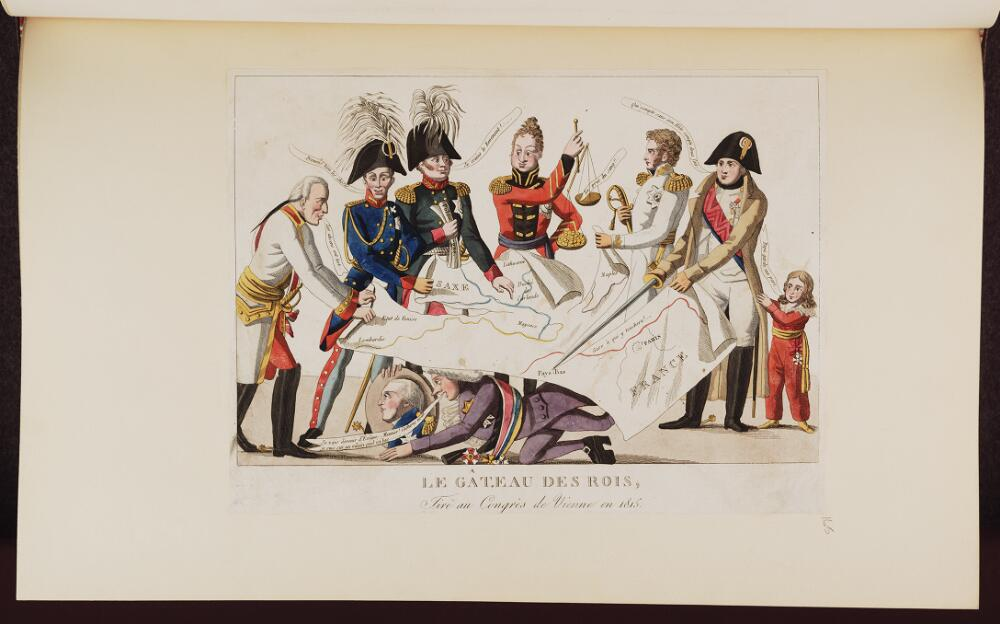
Caricature : « Le gâteau des rois, tiré au Congrès de Vienne en 1815 ».

Mais, cette belle tradition a eu aussi ses détracteurs : ainsi dès l'Ancien Régime, les chanoines de Saint-Germain-des-Prés s'élevaient contre cette tradition, cause de superstitions et d'ivrognerie : ils n'avaient peut-être pas totalement tort car la fête des rois est peut-être la survivance des saturnales romaines.

### Époque contemporaine
Sous la Révolution française, la fête des rois devint la fête des Sans-culottes ou fête du bon voisinage. Certains révolutionnaires s'insurgèrent sur le fait que dans la République, on pouvait encore fêter les ombres des tyrans : après avoir songé à interdire la fête, et à poursuivre les pâtissiers délinquants et ceux qui participeraient à de telles orgies, on se décida avec raison à habiller la fête des rois en fête du bon voisinage, pour ne pas mécontenter les boulangers et les pâtissiers qui jouaient un rôle majeur dans l'approvisionnement et l'alimentation de l'époque.

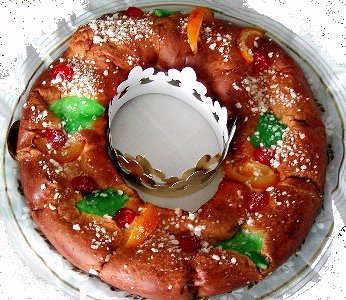
Gâteau des rois du commerce.

La tradition du gâteau des rois s'est maintenue jusqu'à nos jours, mais désormais les boulangers les vendent et ne les donnent plus et, à Paris au moins, les galettes se sont hybridées avec le pithiviers pour donner des galettes fourrées à la frangipane. Le dernier acte historique concernant la galette des rois remonte à 1975, date à laquelle la galette des rois, certes géante (1 mètre de diamètre) entra à l'Élysée, offerte par les boulangers et pâtissiers de France.

## Recette de base
La pâte est préparée avec de la farine de blé, de l’eau et du levain, des œufs, du beurre, du sucre, du sel et de l'eau de fleur d'oranger qui sont mélangés et travaillés jusqu’à l’obtention d’une pâte élastique. Après avoir laissé lever la pâte, elle est modelée en forme de couronne, couverte avec le blanc d’œuf et décorée avec les fruits confits. Avant la cuisson, une ou plusieurs fèves en forme de petit Jésus en porcelaine sont cachées dans la pâte.

## Rituel

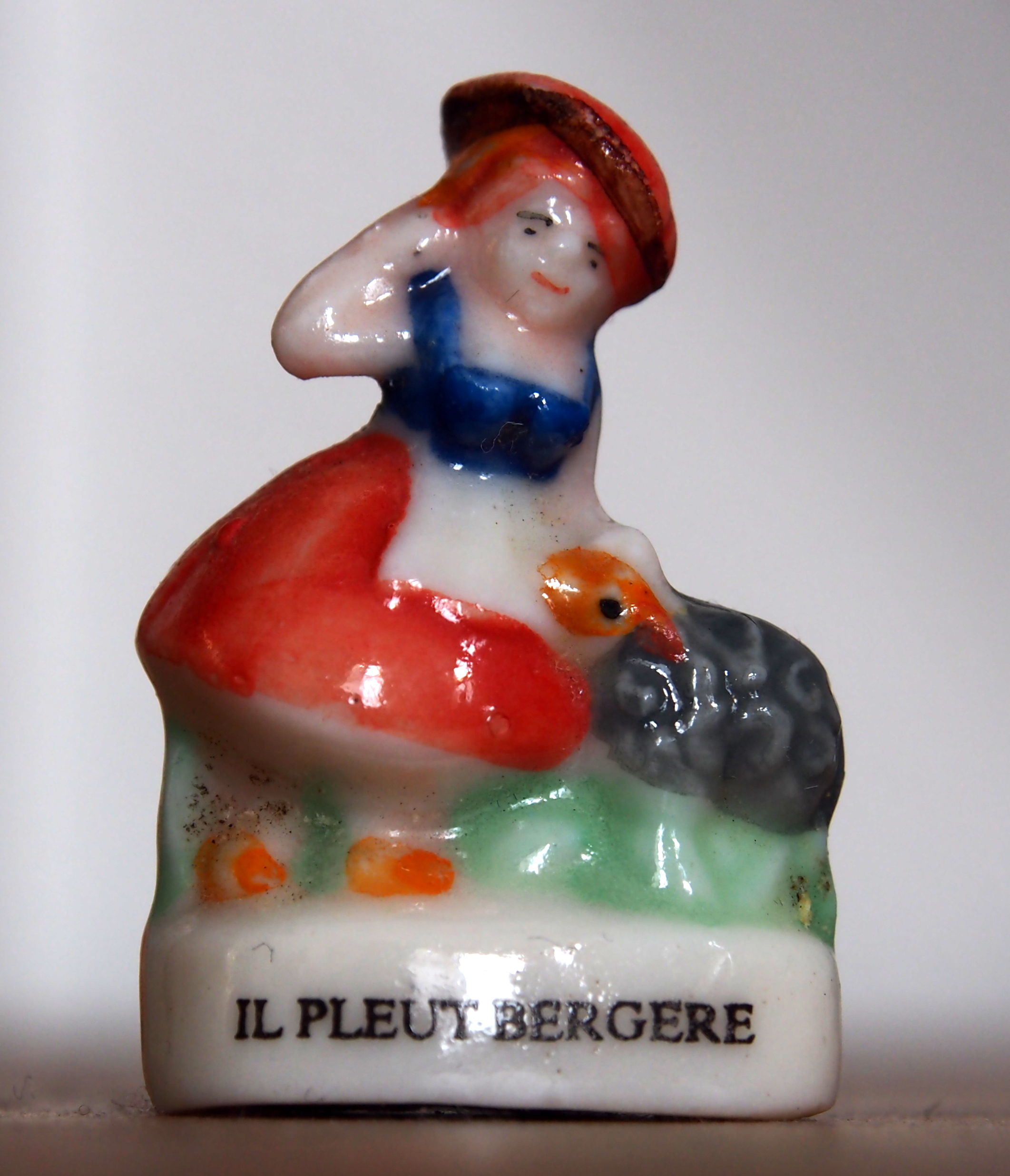
Un type de sujet du gâteau des rois.

Cette tradition est parvenue en France par l'intermédiaire de la papauté d'Avignon où le premier tirage des rois eut lieu à la fin du XIVe siècle au couvent des dominicains.
Ce gâteau brioché rond et parfumé à l'essence de fleur d’oranger est décoré de fruits confits qui sont censés représenter les joyaux de la couronne. Terre de soleil et de vergers, la Provence est tout naturellement devenue la terre de prédilection des fruits confits, et Apt sa capitale. En 1348, le Pape Clément VI donna même la charge « d’écuyer en confiserie » au confiseur aptésien Auzias Maseta.  
De nos jours, c'est le plus jeune de l'assemblée qui ferme les yeux ou se place sous la table et on lui désigne chaque part de gâteau afin qu'il l'attribue à un convive. 
Il y a deux fèves dans le gâteau : le sujet, en porcelaine, qui représente traditionnellement un personnage de la crèche ; et la fève.
Celui qui tire la fève, est le roi. Le sujet de porcelaine est pour la reine; dans certains cas, celui qui tire la fève doit fournir le prochain gâteau.

## Commerce

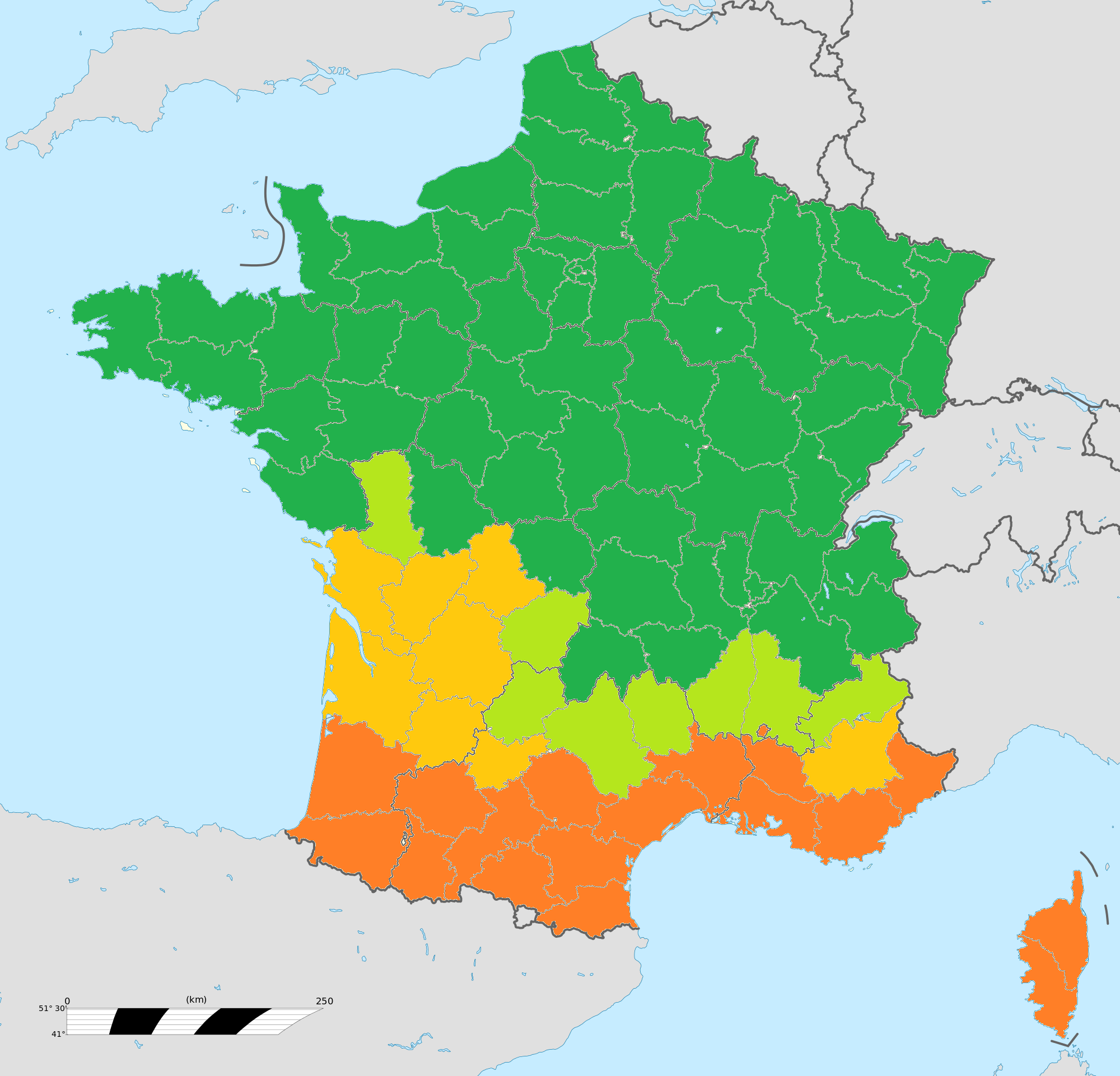
Carte élaborée à partir des chiffres commerciaux répartissant géographiquement les ventes de la galette parisienne à la frangipane et du gâteau des rois en France selon les départements :
• Vert foncé : galette parisienne à 100 %.
• Vert clair : galette parisienne entre 50 et 75 %.
• Orange foncé : gâteau des rois à 100 %. (≈)
• Orange clair : gâteau des rois entre 50 et 75 %.

(janvier 2020).

## Différents gâteaux des rois

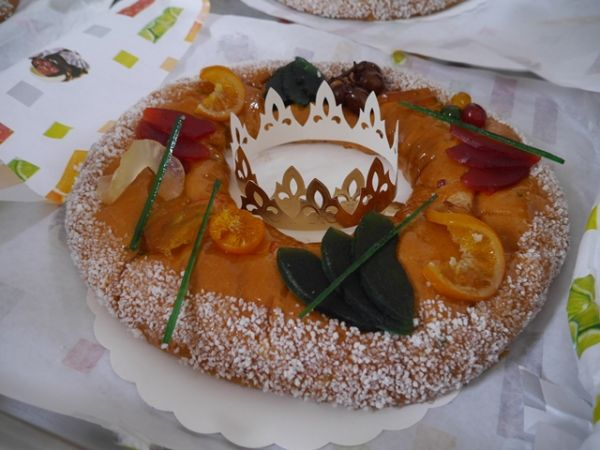
Gâteau des Rois, Provence.
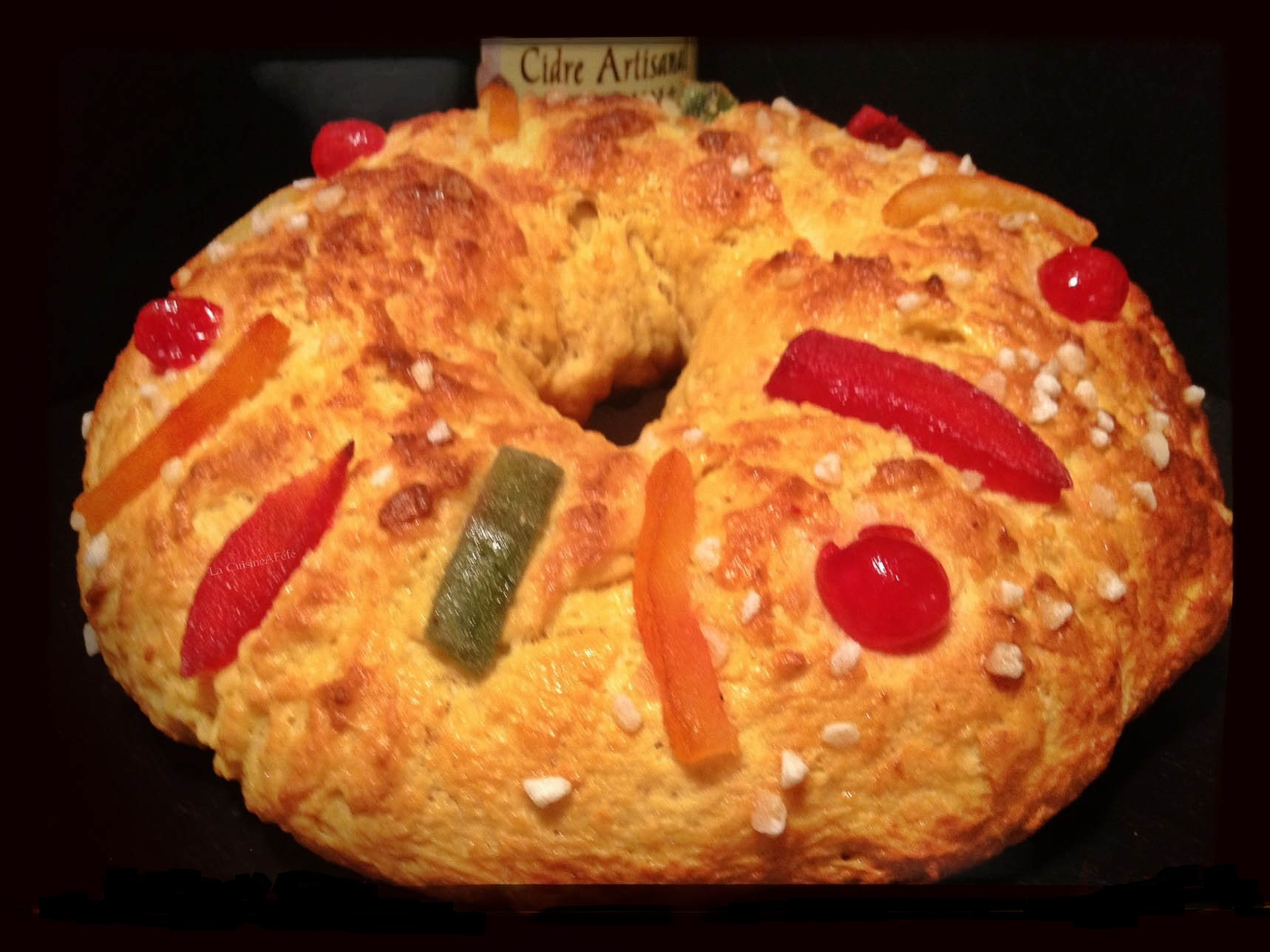
Brioche des rois des Alpes méridionales.
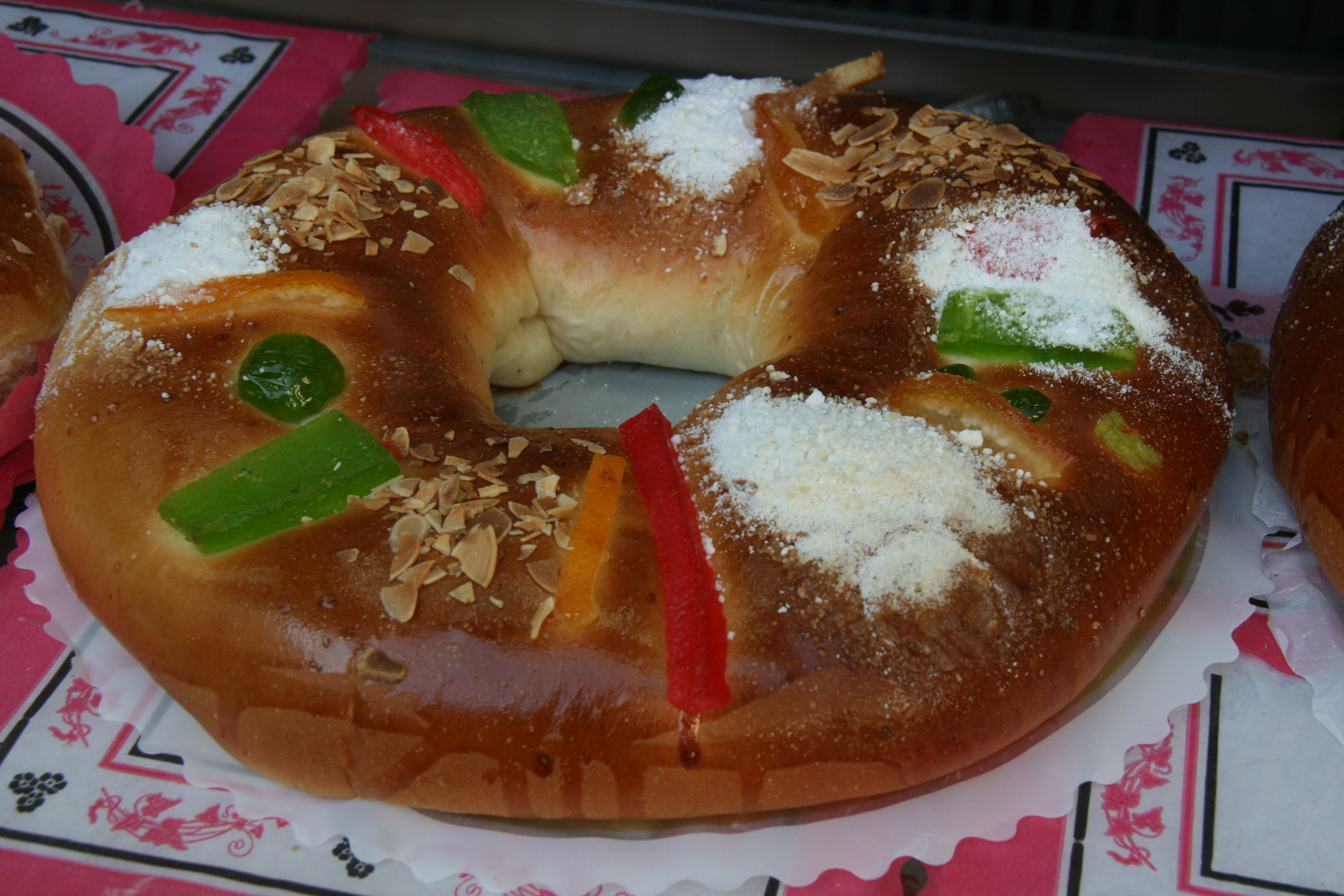
Roscón de reyes
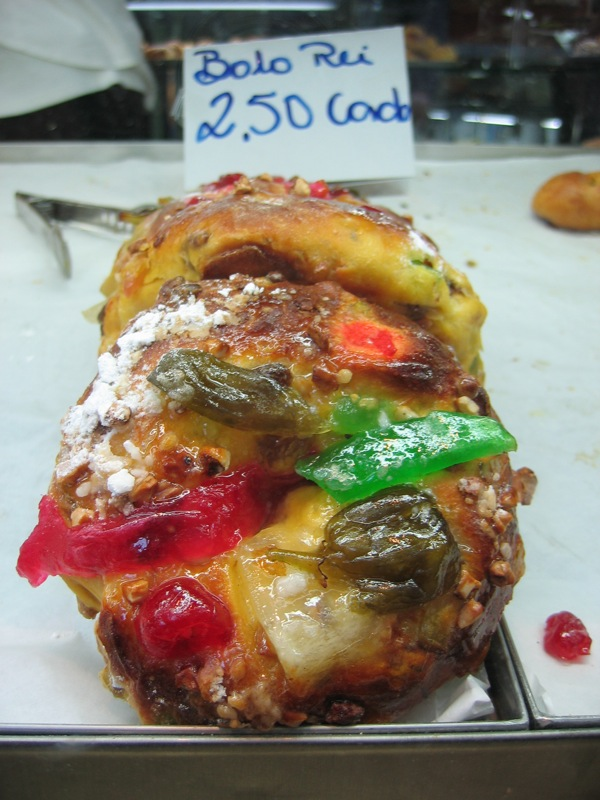
Bolo rei (Portugal).
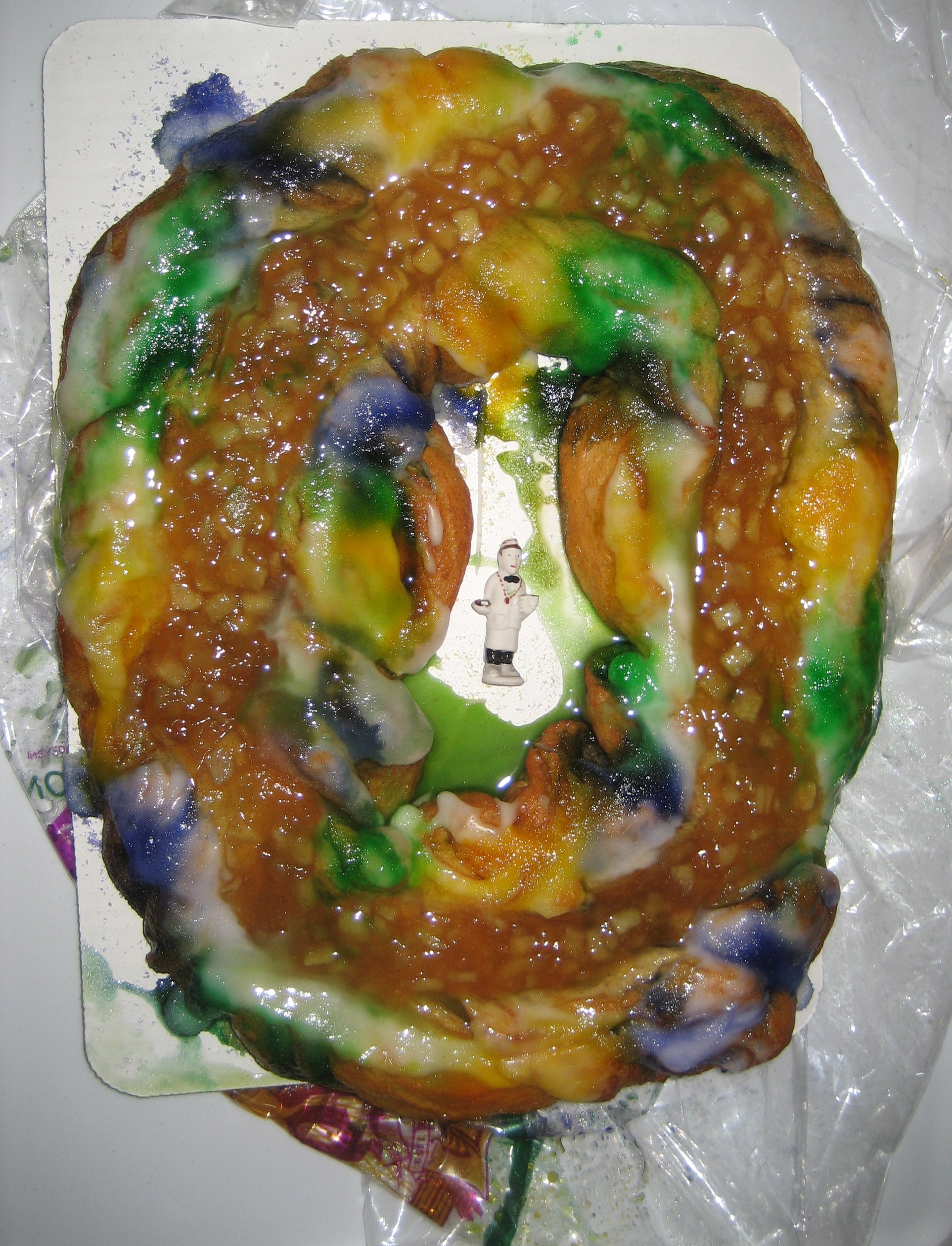
King cake, Nouvelle-Orléans.
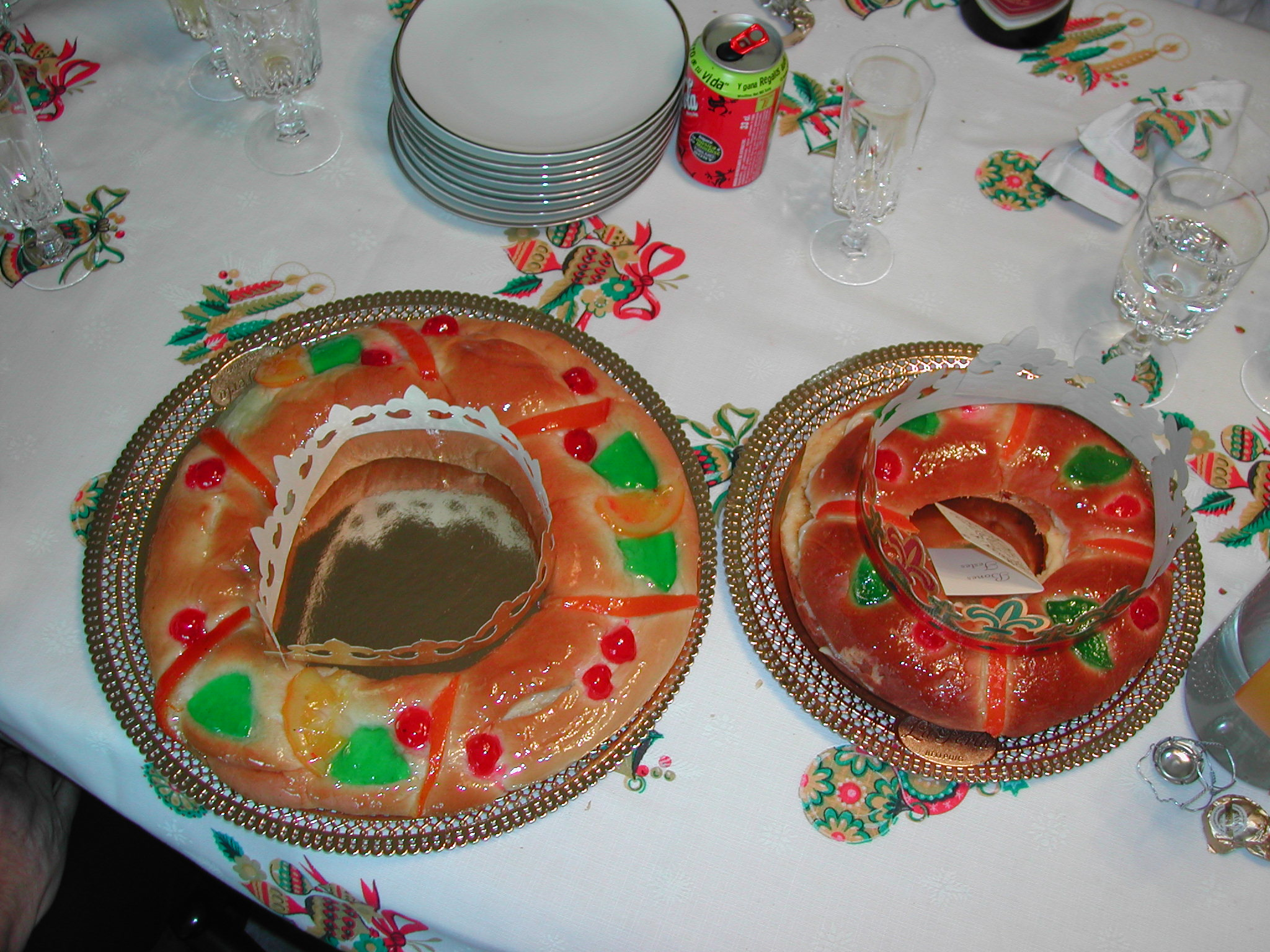
Tortell de reis du commerce.

### Mexique

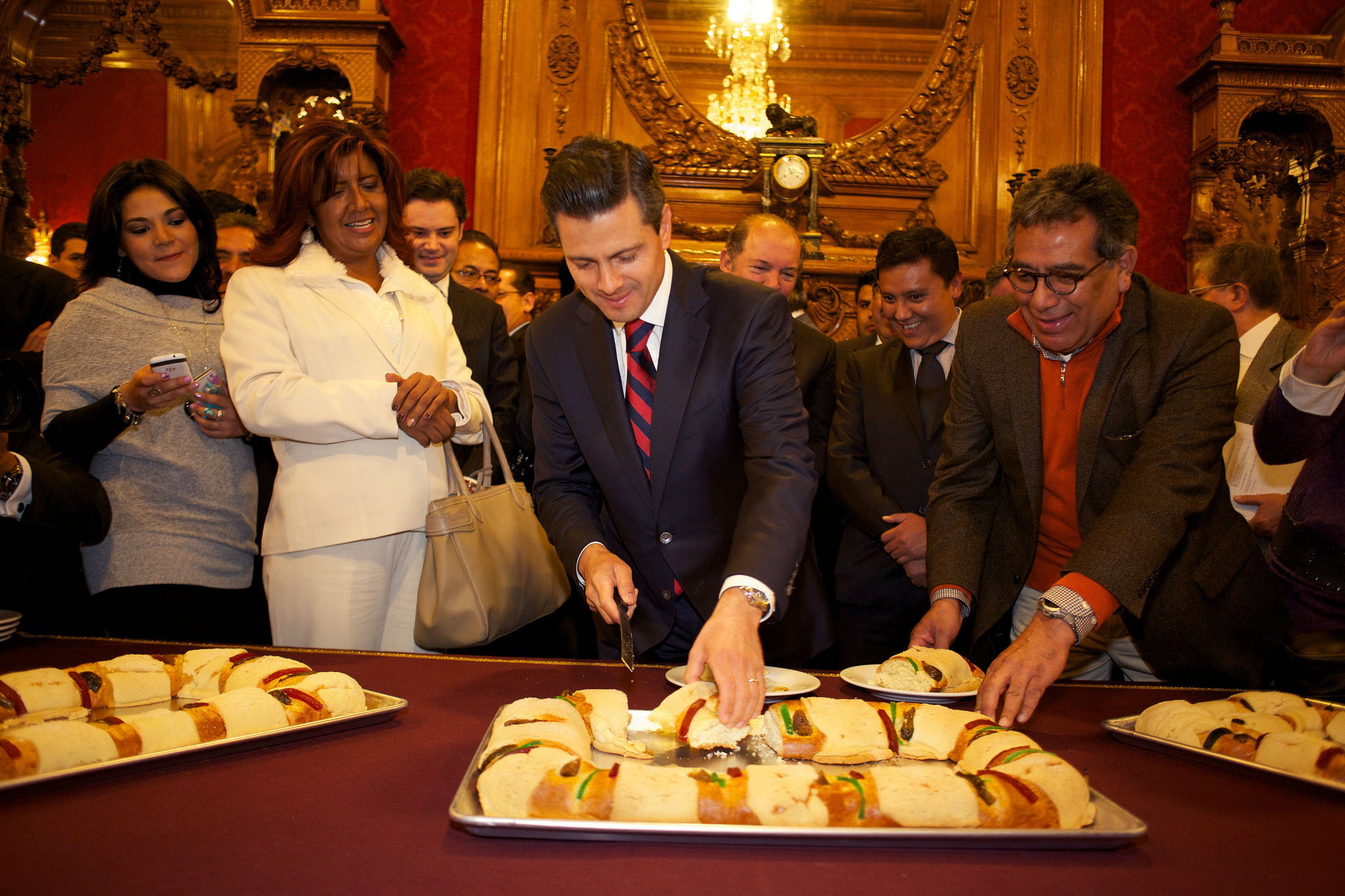
Enrique Peña Nieto, président de la République du Mexique, partageant la rosca de reyes avec les représentants des médias.

Le gâteau des rois usuel au Mexique, appelé rosca de Reyes, fait l’objet d’une inscription à l’Inventaire du patrimoine culturel immatériel en France. En effet, si les pratiques liées au gâteau des rois sont traditionnelles du Mexique, elles furent amenées en France par les Mexicains de Paris et des grandes villes. Ainsi, les traditions liées à la Chandeleur et au gâteau des rois sont encore très suivies dans les milieux mexicains de la capitale française. 
La couronne est préparée aux alentours de l’Épiphanie. Elle est composée d’une pâte briochée plus ou moins dense et de fruits confits. Sa forme ovale symbolise le chemin des rois mages, et les fruits les pierres précieuses de leurs couronnes. Dans la couronne est cachée une fève en porcelaine ou en plastique représentant le petit Jésus. 
Pour les Mexicains de Paris, il est important que la fève soit mexicaine, ainsi ils l’achètent au Mexique et la conservent à Paris d’une année sur l’autre. Cette fève joue un rôle important dans la tradition du gâteau des rois puisque la personne qui la trouve dans ce dernier sera chargée de préparer les tamales, plat typique de la Chandeleur au Mexique, et d’inviter toutes les personnes présentes lors de la dégustation de la rosca à l’Épiphanie. Cette même personne devra également porter une image de l’enfant Jésus à l’église le jour de la Chandeleur pour rappeler la présentation du Christ au temple. Les rituels de l’Épiphanie et de la Chandeleur sont très liés entre eux.
La rosca est consommée le jour de l’Épiphanie (ou le week-end qui suit) en famille ou entre amis à l’occasion d’un goûter.